# Bulgărica, Bolgrad
Bulgărica (în bulgară Болгарийка, în rusă Зализничное, transliterat: Zaliznicinoe, în ucraineană Залізничне, transliterat: Zaliznîcine) este un sat în comuna Bolgrad din raionul Bolgrad, regiunea Odesa, Ucraina. Are 3,487 locuitori, preponderent bulgari.
Satul este situat la o altitudine de 84 metri, în partea de nord-vest a raionului Bolgrad. El se află la o distanță de 8 km nord de centrul raional Bolgrad. Prin această localitate trece drumul național Bolgrad-Ismail. Teritoriul acestei localități este traversat de râul Ialpug, care se varsă în Lacul Ialpug, în dreptul orașului Bolgrad.
Până în anul 1947 satul a purtat denumirea oficială de Bulgărica (în ucraineană Булгаріка), în acel an el fiind redenumit Zaliznicine. În această localitate se află punctul local de trecere auto a frontierei Bulgărica - Cairaclia (dintre Ucraina și Republica Moldova).

## Istoric
Prin Tratatul de pace de la București, semnat pe 16/28 mai 1812, între Imperiul Rus și Imperiul Otoman, la încheierea războiului ruso-turc din 1806 – 1812, Rusia a ocupat teritoriul de est al Moldovei dintre Prut și Nistru, pe care l-a alăturat Ținutului Hotin și Basarabiei/Bugeacului luate de la turci, denumind ansamblul Basarabia (în 1813) și transformându-l într-o gubernie împărțită în zece ținuturi (Hotin, Soroca, Bălți, Orhei, Lăpușna, Tighina, Cahul, Bolgrad, Chilia și Cetatea Albă, capitala guberniei fiind stabilită la Chișinău). 
După războiul ruso-turc, începând din anul 1812 s-au stabilit în sudul Basarabiei familii de imigranți bulgari din sudul Dunării, aceștia primind terenuri de la ocupanții ruși ai Basarabiei. Coloniștii au fondat satul Bulgărica.
În urma Tratatului de la Paris din 1856, care încheia Războiul Crimeii (1853-1856), Rusia a retrocedat Moldovei o fâșie de pământ din sud-vestul Basarabiei (cunoscută sub denumirea de Cahul, Bolgrad și Ismail). Satul Bulgărica s-a aflat pe teritoriul rămas Rusiei, el fiind practic pe frontieră.
După Unirea Basarabiei cu România la 27 martie 1918, satul Bulgărica a făcut parte din componența României, în Plasa Traian a județului Cahul. Pe atunci, majoritatea populației era formată din bulgari, existând și comunități mici de găgăuzi, români și ruși. La recensământul din 1930, s-a constatat că din cei 2.404 locuitori din sat, 2.119 erau bulgari (91.10%), 134 găgăuzi (5.57%), 69 români (2.87%), 64 ruși (2.66%), 7 evrei, 6 greci, 3 ucraineni și 3 evrei. 
Ca urmare a Pactului Ribbentrop-Molotov (1939), Basarabia, Bucovina de Nord și Ținutul Herța au fost anexate de către URSS la 28 iunie 1940. După ce Basarabia a fost ocupată de sovietici, Stalin a dezmembrat-o în trei părți. Astfel, la 2 august 1940, a fost înființată RSS Moldovenească, iar părțile de sud (județele românești Cetatea Albă și Ismail) și de nord (județul Hotin) ale Basarabiei, precum și nordul Bucovinei și Ținutul Herța au fost alipite RSS Ucrainene. La 7 august 1940, a fost creată regiunea Ismail, formată din teritoriile aflate în sudul Basarabiei și care au fost alipite RSS Ucrainene .
În perioada 1941-1944, toate teritoriile anexate anterior de URSS au reintrat în componența României. Apoi, cele trei teritorii au fost reocupate de către URSS în anul 1944 și integrate în componența RSS Ucrainene, conform organizării teritoriale făcute de Stalin după anexarea din 1940, când Basarabia a fost ruptă în trei părți. 
În anul 1947, autoritățile sovietice au schimbat denumirea oficială a satului din cea de Bulgărica în cea de Zaliznicine. În anul 1954, Regiunea Ismail a fost desființată, iar localitățile componente au fost incluse în Regiunea Odesa.
Începând din anul 1991, satul Bulgărica face parte din raionul Bolgrad al regiunii Odesa din cadrul Ucrainei independente. În prezent, satul are 3.487 locuitori, preponderent bulgari.

## Demografie
Componența lingvistică a comunei Bulgărica
     Bulgară (76,46%)
     Rusă (12,07%)
     Găgăuză (4,65%)
     Ucraineană (3,47%)
     Română (2,09%)
     Alte limbi (0,86%)
Conform recensământului din 2001, majoritatea populației comunei Bulgărica era vorbitoare de bulgară (76,46%), existând în minoritate și vorbitori de rusă (12,07%), găgăuză (4,65%), ucraineană (3,47%) și română (2,09%).
1930: 2.404 (recensământ) 
1940: 3.063 (estimare)
2001: 3.487 (recensământ)

## Obiective turistice
- Monumentul lui V.I. Lenin